# Lithophane subtilis
Lithophane subtilis là một loài bướm đêm trong họ Noctuidae.